# Franz-Peter Tebartz-van Elst
Franz-Peter Tebartz-van Elst (n. 20 de noviembre de 1959) es un obispo católico alemán. Fue obispo auxiliar de Münster desde 2003 antes de convertirse en enero de 2008 en obispo de Limburgo. El 23 de octubre de 2013 fue suspendido del ejercicio de su ministerio episcopal por la Santa Sede, tras haber ordenado la remodelación de la sede del arzobispado valuado en  31 millones de euros.

## Ministerio episcopal
El 14 de noviembre de 2003 fue nombrado Obispo titular de Giro di Tarasio y auxiliar de Münster por el papa Juan Pablo II, recibiendo la ordenación episcopal el 14 de enero de 2004. Sucesivamente, el 28 de noviembre de 2007 fue nombrado Obispo de Limburgo por el papa Benedicto XVI, siendo aceptada su renuncia al gobierno pastoral de dicha diócesis el 26 de marzo de 2014 por el papa Francisco, en conformidad al canon 401 §2 del Código de Derecho Canónico.
El 5 de diciembre de 2014 fue nombrado delegado para la catequesis del Pontificio Consejo para la Promoción de la Nueva Evangelización.
Tras la entrada en vigor de la constitución apostólica Praedicate evangelium el 5 de junio de 2022, delegado para la catequesis del Dicasterio para la Evangelización.